# José Félix Solana

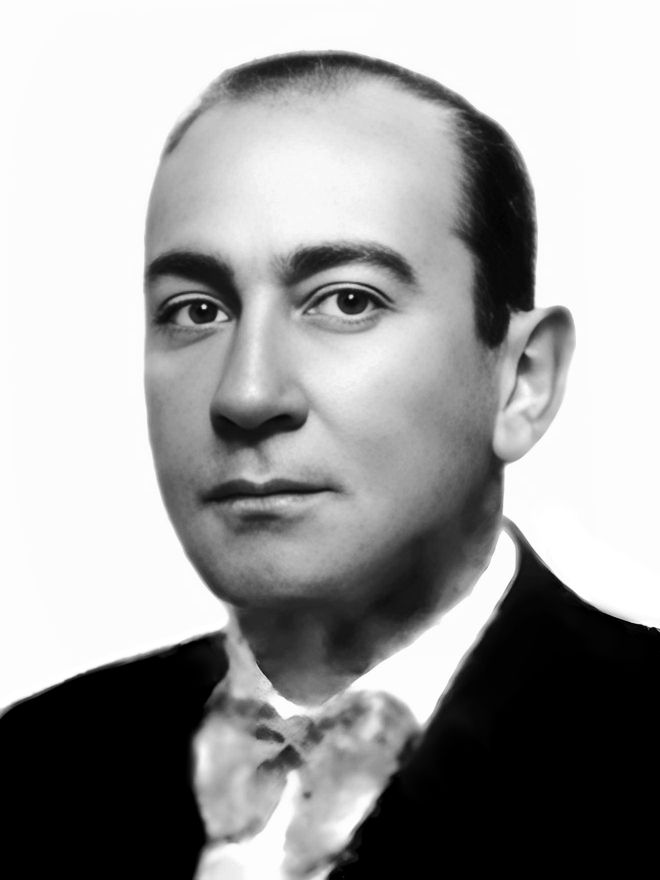
Dr. José Félix Solana.

José Félix Solana (Zárate, 14 de junio de 1893 - Buenos Aires, 27 de agosto de 1955) fue un médico y político argentino radical que ocupó el cargo de intendente del partido de Junín (provincia de Buenos Aires) en 1928.
Solana cursó sus estudios primarios en la Escuela Parroquial de Zárate, y secundarios en el Colegio San José de Buenos Aires. En 1924 se graduó de médico y se radicó en Junín. Su gestión estuvo marcado por los problemas administrativos y el desequilibrio en las cuentas públicas que llevaron a la paralización de la construcción del nosocomio local cuyas obras se retomarían recién en 1949.
Militó en la Unión Cívica Radical, siendo intendente de Junín en 1928. Luego fue legislador nacional en los períodos 1936-1940 y 1942-1943.
Su gestión estuvo marcado por los problemas administrativos y el desequilibrio en las cuentas públicas que llevaron a la paralización de la construcción del nosocomio local cuyas obras se retomarían recién en 1949.
Lleva su nombre la calle de Junín que nace en la Avenida Arias al 250, hacia el sur, siendo la continuación de la calle Bernardo de Irigoyen.